# Mycosphaerella stromatosa
Mycosphaerella stromatosa är en svampart som beskrevs av Joanne E. Taylor & Crous 2000. Mycosphaerella stromatosa ingår i släktet Mycosphaerella och familjen Mycosphaerellaceae.   Inga underarter finns listade i Catalogue of Life.